# Saint-Maurice-aux-Riches-Hommes
Saint-Maurice-aux-Riches-Hommes é uma comuna francesa na região administrativa de Borgonha-Franco-Condado, no departamento de Yonne. Estende-se por uma área de 34,89 km². Em 2010 a comuna tinha 426 habitantes (densidade: 12,2 hab./km²).